# Хомутов, Пётр Никитович
Пётр Никитович Хомутов (1752—1829) — капитан 1-го ранга, участник русско-шведской войны 1788—1790 годов, герой Красногорского и Выборгского сражений против шведов, алексинский уездный предводитель дворянства.

## Биография
Родился в 1752 году, сын Никиты Ивановича Хомутова.
В 1765 году был зачислен в Морской шляхетный кадетский корпус. В 1769 году на фрегате «Африка» был в крейсерском плавании между Кронштадтом и Ревелем. В 1770 и 1771 годах на кораблях «Победа» и «Виктор» совершил переходы из Архангельска в Кронштадт.
12 марта 1771 года выпущен из Морского корпуса мичманом в Черноморский флот. В том же году, равно как и в следующем, находился при описи устья Дуная. В 1773 году плавал в Чёрном море, с 1774 года командовал галиотом № 4 в Таганроге. 22 августа 1875 года произведён в лейтенанты и вскоре переведён в Санкт-Петербург . В 1777—1778 годах плавал по Балтике, затем был командирован в Симбирскую губернию для проведения рекрутского набора.
В 1780 году состоял в эскадре контр-адмирала Круза и на корабле «Ингерманландия» совершил плавание от Кронштадта до Ла-Манша. В 1782 году был командирован в Архангельск и 31 декабря получил чин капитан-лейтенанта. В 1783 году на корабле «Болеслав» перешёл из Архангельска в Кронштадт. С 1774 года командовал придворной яхтой «Алексей», а в 1785 году получил в командование фрегат «Святой Александр». В 1787 году, находясь на корабле «Святой Пантелеймон» и состоя в эскадре бригадира Мельникова, совершил переход из Архангельска в Кронштадт.
В 1788 году командовал фрегатом «Мстиславец» и принял участие в Гогландском сражении со шведами, а затем командовал кораблём «Память Евстафия» и, состоя в эскадре капитана Тревенена, находился в крейсерстве у Гангута.
4 мая 1789 года произведён в капитаны 2-го ранга и в июле участвовал в Эландском сражении. В следующем году Хомутов командовал кораблём «Святой Пётр» и отличился в Красногорском сражении, за что ему была пожалована золотая шпага с надписью «За храбрость». Затем он отличился в сражении под Выборгом и 6 июля был удостоен ордена Св. Георгия 4-го класса (№ 385 по кавалерскому списку Судравского и № 738 по списку Григоровича — Степанова) .
18 января 1791 года вышел в отставку с чином капитана 1-го ранга. В отставке был алексинским уездным предводителем дворянства, Тульской губернии.
Скончался в 1829 году.

## Семья
Был женат с 23 июля 1792 года на Анне Демидовне Мещаниновой, у них было 7 детей. Их сын — Иван Петрович Хомутов (1794—1871), действительный статский советник, Симбирский (в 1836—1838 гг.), Вятский (в 1838—1840 гг.) и Кавказской области (в 1840—1841 гг.) губернатор. 